# 페르시잡 제파라
페르시잡 제파라(Persatuan Sepakbola Indonesia) 페르시자 으로도 알려진 자페라는 중앙자와주 제파라에 연고를 둔 인도네시아 축구 클럽이다. 2019년 리가 3 에서 우승한 후 리가 2로 승격되게 된다. 글럽의 별명은 Laskar Kalinyamat (Kalinyamat Warriors)와 Elang Laut Jawa ( 자와해 이글스 )이다.